# Wereldkampioenschappen schansspringen 2017
De wereldkampioenschappen schansspringen 2017 werden van 23 februari tot en met 4 maart 2017 gehouden in Lahti.

## Wedstrijdschema
| Datum       | Lokale tijd   | MET           | Mannen                | Vrouwen               |
| ----------- | ------------- | ------------- | --------------------- | --------------------- |
| 23 februari | 14:00         | 13:00         |                       | HS100 kwalificatie    |
| 24 februari | 14:30 / 17:30 | 13:30 / 16:30 | HS100 kwalificatie    | HS100 individueel     |
| 25 februari | 17:30         | 16:30         | HS100 individueel     |                       |
| 26 februari | 17:30         | 16:30         | HS100 landenwedstrijd | HS100 landenwedstrijd |
| 1 maart     | 18:00         | 17:00         | HS130 kwalificatie    |                       |
| 2 maart     | 18:30         | 17:30         | HS130 individueel     |                       |
| 4 maart     | 17:15         | 16:15         | HS130 landenwedstrijd |                       |

De letters NH en LH staan respectievelijk voor Normal Hill (normale schans) en Large Hill (grote schans). De letters HS staan voor Hillsize waarbij HS100 en HS130 staat voor de afstand in meters van punt van afsprong (de schans) tot het 32-gradenpunt op de landingshelling. Dit punt ligt op elke schans weer anders.

## Uitslagen

### Mannen

#### Individueel
| HS97   | HS97                 | HS97 | HS97             | HS97   |
| #      | Naam                 | Land | Sprongen         | Punten |
| ------ | -------------------- | ---- | ---------------- | ------ |
| Goud   | Stefan Kraft         | AUT  | 99,5 m – 098,0 m | 270,8  |
| Zilver | Andreas Wellinger    | GER  | 96,5 m – 100,0 m | 268,7  |
| Brons  | Markus Eisenbichler  | GER  | 95,0 m – 100,5 m | 263,6  |
| 4      | Kamil Stoch          | POL  | 96,5 m – 099,0 m | 262,5  |
| 5      | Maciej Kot           | POL  | 95,0 m – 095,5 m | 255,1  |
| 6      | Michael Hayböck      | AUT  | 98,0 m – 095,5 m | 254,4  |
| 7      | Johann André Forfang | NOR  | 93,0 m – 098,5 m | 253,1  |
| 8      | Dawid Kubacki        | POL  | 96,5 m – 093,5 m | 251,5  |
| 9      | Richard Freitag      | GER  | 94,5 m – 096,0 m | 250,4  |
| 10     | Daiki Ito            | JPN  | 95,5 m – 094,5 m | 249,8  |

| HS130  | HS130              | HS130 | HS130             | HS130  |
| #      | Naam               | Land  | Sprongen          | Punten |
| ------ | ------------------ | ----- | ----------------- | ------ |
| Goud   | Stefan Kraft       | AUT   | 127,5 m – 127,5 m | 279,3  |
| Zilver | Andreas Wellinger  | GER   | 127,5 m – 129,0 m | 278,0  |
| Brons  | Piotr Żyła         | POL   | 127,5 m – 131,0 m | 276,7  |
| 4      | Andreas Stjernen   | NOR   | 129,5 m – 129,0 m | 276,1  |
| 5      | Anders Fannemel    | NOR   | 123,5 m – 127,0 m | 268,8  |
| 6      | Maciej Kot         | POL   | 123,5 m – 126,5 m | 266,9  |
| 7      | Kamil Stoch        | POL   | 127,5 m – 124,5 m | 264,8  |
| 8      | Dawid Kubacki      | POL   | 128,5 m – 123,0 m | 263,8  |
| 9      | Peter Prevc        | SLO   | 128,0 m – 124,5 m | 263,7  |
| 10     | Daniel-André Tande | NOR   | 121,5 m – 129,5 m | 261,3  |

#### Team
| HS130  | HS130                                                                    | HS130 | HS130                                                                   | HS130  |
| #      | Naam                                                                     | Land  | Sprongen                                                                | Punten |
| ------ | ------------------------------------------------------------------------ | ----- | ----------------------------------------------------------------------- | ------ |
| Goud   | Piotr Żyła Dawid Kubacki Maciej Kot Kamil Stoch                          | POL   | 130,5 m – 123,0 m 129,0 m – 119,5 m 130,5 m – 121,5 m 130,5 m – 124,5 m | 1104,2 |
| Zilver | Anders Fannemel Johann André Forfang Daniel-André Tande Andreas Stjernen | NOR   | 131,0 m – 112,5 m 126,5 m – 138,0 m 126,0 m – 126,0 m 127,5 m – 125,5 m | 1078,5 |
| Brons  | Michael Hayböck Manuel Fettner Gregor Schlierenzauer Stefan Kraft        | AUT   | 130,0 m – 118,5 m 126,5 m – 121,5 m 124,0 m – 113,5 m 134,0 m – 126,0 m | 1068,9 |
| 4      | Markus Eisenbichler Stephan Leyhe Richard Freitag Andreas Wellinger      | GER   | 130,0 m – 130,5 m 124,5 m – 103,5 m 128,5 m – 124,0 m 130,5 m – 119,0 m | 1052,9 |
| 5      | Jurij Tepeš Anže Lanišek Jernej Damjan Peter Prevc                       | SLO   | 123,5 m – 106,5 m 121,0 m – 112,0 m 120,0 m – 113,0 m 127,5 m – 117,5 m | 941,6  |
| 6      | Jarko Määttä Ville Larinto Antti Aalto Janne Ahonen                      | FIN   | 120,5 m – 117,0 m 114,0 m – 117,0 m 122,0 m – 114,5 m 116,0 m – 112,0 m | 926,5  |
| 7      | Viktor Polášek Tomáš Vančura Jakub Janda Roman Koudelka                  | CZE   | 125,0 m – 117,0 m 114,5 m – 109,0 m 120,0 m – 115,5 m 119,5 m – 113,0 m | 922,7  |
| 7      | Taku Takeuchi Ryoyu Kobayashi Noriaki Kasai Daiki Ito                    | JPN   | 120,0 m – 115,5 m 114,5 m – 119,0 m 119,0 m – 105,0 m 119,0 m – 114,0 m | 922,7  |

### Vrouwen
| HS97   | HS97                       | HS97 | HS97            | HS97   |
| #      | Naam                       | Land | Sprongen        | Punten |
| ------ | -------------------------- | ---- | --------------- | ------ |
| Goud   | Carina Vogt                | GER  | 98,5 m – 96,5 m | 254,6  |
| Zilver | Yuki Ito                   | JPN  | 97,0 m – 96,5 m | 252,6  |
| Brons  | Sara Takanashi             | JPN  | 98,0 m – 95,0 m | 251,1  |
| 4      | Maren Lundby               | NOR  | 99,5 m – 91,0 m | 247,7  |
| 5      | Ema Klinec                 | SLO  | 99,0 m – 94,0 m | 245,8  |
| 6      | Svenja Würth               | GER  | 97,0 m – 94,0 m | 241,7  |
| 7      | Jacqueline Seifriedsberger | AUT  | 94,0 m – 92,5 m | 240,9  |
| 8      | Katharina Althaus          | GER  | 94,0 m – 93,5 m | 239,0  |
| 9      | Daniela Iraschko-Stolz     | AUT  | 93,5 m – 89,5 m | 229,6  |
| 10     | Chiara Hölzl               | AUT  | 93,5 m – 91,0 m | 229,0  |

### Gemengd team
| HS100  | HS100                                                                          | HS100 | HS100                                                           | HS100  |
| #      | Naam                                                                           | Land  | Sprongen                                                        | Punten |
| ------ | ------------------------------------------------------------------------------ | ----- | --------------------------------------------------------------- | ------ |
| Goud   | Carina Vogt Markus Eisenbichler Svenja Würth Andreas Wellinger                 | GER   | 98,0 m – 95,0 m 95,5 m – 99,5 m 95,0 m – 95,5 m 99,0 m – 98,0 m | 1035,5 |
| Zilver | Daniela Iraschko-Stolz Michael Hayböck Jacqueline Seifriedsberger Stefan Kraft | AUT   | 88,5 m – 90,5 m 92,0 m – 97,5 m 94,5 m – 92,5 m 96,5 m – 97,0 m | 999,3  |
| Brons  | Sara Takanashi Taku Takeuchi Yuki Ito Daiki Ito                                | JPN   | 90,0 m – 89,5 m 89,0 m – 92,0 m 95,0 m – 93,5 m 92,5 m – 96,5 m | 979,7  |
| 4      | Nika Križnar Anže Lanišek Ema Klinec Peter Prevc                               | SLO   | 84,0 m – 90,5 m 93,5 m – 96,5 m 92,5 m – 91,5 m 88,0 m – 97,5 m | 961,4  |
| 5      | Silje Opseth Daniel-André Tande Maren Lundby Andreas Stjernen                  | NOR   | 80,5 m – 67,5 m 91,0 m – 95,0 m 90,5 m – 93,5 m 91,5 m – 91,0 m | 877,8  |
| 6      | Anastasia Barannikova Denis Kornilov Irina Avvakoemova Jevgeni Klimov          | RUS   | 85,5 m – 87,0 m 89,5 m – 92,5 m 85,5 m – 85,0 m 85,5 m – 88,0 m | 864,0  |
| 7      | Elena Runggaldier Sebastian Colloredo Manuela Malsiner Davide Bresadola        | ITA   | 87,0 m – 80,5 m 89,0 m – 83,0 m 88,5 m – 87,0 m 85,5 m – 88,0 m | 848,1  |
| 8      | Nita Englund Michael Glasder Sarah Hendrickson Kevin Bickner                   | USA   | 79,5 m – 73,5 m 80,5 m – 83,0 m 85,0 m – 84,0 m 88,5 m – 89,0 m | 802,1  |

### Medailleklassement
| Plaats | Land       | Goud | Zilver | Brons | Totaal |
| 1      | Duitsland  | 2    | 2      | 1     | 5      |
| 2      | Oostenrijk | 2    | 1      | 1     | 4      |
| 3      | Polen      | 1    | 0      | 1     | 2      |
| 4      | Japan      | 0    | 1      | 2     | 3      |
| 5      | Noorwegen  | 0    | 1      | 0     | 1      |
| Totaal | Totaal     | 5    | 5      | 5     | 15     |